# Open de Suisse (taekwondo)
L’Open de Suisse est une compétition de taekwondo organisée annuellement par la Fédération suisse de taekwondo.
Ce tournoi est un événement majeur dans le calendrier mondial du fait de son label « WTF-G1 ».

## Lieu des éditions
| Année(s)  | Ville    |
| --------- | -------- |
| 2012-2014 | Lausanne |
| 2015-...  | Montreux |

## Palmarès hommes
| WTF-G1 | WTF-G1         | WTF-G1           | WTF-G1           | WTF-G1        | WTF-G1          | WTF-G1               | WTF-G1             | WTF-G1         |
| Année  | -54 kg         | -58 kg           | -63 kg           | -68 kg        | -74 kg          | -80 kg               | -87 kg             | +87 kg         |
| ------ | -------------- | ---------------- | ---------------- | ------------- | --------------- | -------------------- | ------------------ | -------------- |
| 2015   | Max Cater      | Milos Gladovic   | Si Mohamed Ketbi | Isaac Torres  | Teodor Georgiev | Yunus Sari           | Yassine Trabelsi   | Volker Wodzich |
| 2014   | Nidal Abarahou | Si Mohamed Ketbi | Jaouad Achab     | Maxime Potvin | José Fernández  | Sebastián Crismanich | Alexander Bachmann | Mahama Cho     |

| WTF-G1 | WTF-G1       | WTF-G1         | WTF-G1       | WTF-G1               |
| Année  | -58 kg       | -68 kg         | -80 kg       | +80 kg               |
| ------ | ------------ | -------------- | ------------ | -------------------- |
| 2013   | Damián Villa | Daniel Manz    | Tahir Gülec  | Kristopher Robert Uy |
| 2012   | Rui Bragança | Vasily Nikitin | Ramin Azizov | Alberto Celestrin    |

## Palmarès femmes
| WTF-G1 | WTF-G1            | WTF-G1       | WTF-G1           | WTF-G1     | WTF-G1           | WTF-G1            | WTF-G1        | WTF-G1          |
| Année  | -46 kg            | -49 kg       | -53 kg           | -57 kg     | -62 kg           | -67 kg            | -73 kg        | +73 kg          |
| ------ | ----------------- | ------------ | ---------------- | ---------- | ---------------- | ----------------- | ------------- | --------------- |
| 2015   | Kyriaki Kouttouki | Erica Nicoli | Diana Lara Nunez | Jade Jones | Nina Klaey       | Ana Bajic         | Maeva Mellier | Gwladys Épangue |
| 2014   | Kyriaki Kouttouki | Indra Craen  | Floriane Liborio | Jade Jones | Magda Wiet Henin | Lua Maria Pineiro | Milica Mandić | Gwladys Épangue |

| WTF-G1 | WTF-G1           | WTF-G1               | WTF-G1           | WTF-G1          |
| Année  | -49 kg           | -57 kg               | -67 kg           | +67 kg          |
| ------ | ---------------- | -------------------- | ---------------- | --------------- |
| 2013   | Lucija Zaninović | Fatma Sarıdoğan      | Elin Johansson   | Briseida Acosta |
| 2012   | Kristina Kim     | Estelle Vander Zwalm | Marina Cheshuina | Bianca Walkden  |